# Eduard Fiedler
Eduard Adolf Fiedler (* 1. Oktober 1890 in Wießen, Böhmen; † 12. Juni 1963 in Stuttgart) war ein deutscher Politiker der NSDAP im Sudetengau, der DG und BHE und anschließend der FDP in Baden-Württemberg.

## Leben und Beruf
Fiedler wurde 1890 in Wiessen als Sohn des Landwirts- und Wirtschaftsbesitzers Eduard Adolf Fiedler (1859–?) und dessen Ehefrau Theresia Lenk (1861–1933) aus Tschentschitz geboren. Er wuchs zunächst in Wiessen, später im benachbarten Klein Otschehau auf, wohin seine Eltern um 1896 gezogen waren und ein landwirtschaftliches Gehöft übernommen hatten.
Fiedler erhielt eine Ausbildung an der Lehrerbildungsanstalt in Komotau und war seit 1909 Volks- bzw. Bürgerschul-Lehrer in Komotau. Dort wurde er 1923 Stadtrat und war von 1921 bis 1938 Kreis- und Bezirksvorsitzender der Lehrergewerkschaft in der Tschechoslowakei. Im Mai 1938 wurde Fiedler, noch vor dem Münchner Abkommen und dem Einmarsch deutscher Truppen zum Bürgermeister von Komotau gewählt und war von Herbst 1938 bis zum Kriegsende des Zweiten Weltkriegs im Mai 1945 Oberbürgermeister der Stadt.
Nach der Vertreibung der Deutschen aus der Tschechoslowakei, die auch ihn und seine Familie zum Verlassen des Landes zwang, ließ sich Eduard Fiedler in Korntal in Württemberg-Baden nieder und ergriff wieder den Lehrberuf. 1950 wurde er als Kreisvorsitzender, dann Landesvorsitzender des BHE für die Gemeinschaftsliste der DG und BHE in den Landtag von Württemberg-Baden gewählt. Nach Gründung des Landes Baden-Württemberg 1952 bis zu seinem Tode 1963 war er dort Landtagsabgeordneter, wurde von 1952 bis 1960 Minister für Vertriebene, Flüchtlinge und Kriegsgeschädigte. Sein Nachfolger im Wahlkreis Leonberg wurde Franz Gepperth. Nach der Bundestagswahl 1953 war er kurzzeitig (bis zum 20. Oktober 1953) auch Mitglied des Deutschen Bundestages. 1961 schloss sich der GB/BHE mit der Deutschen Partei zur Gesamtdeutschen Partei zusammen.

## Parteizugehörigkeit
In der Tschechoslowakei war Eduard Fiedler Mitglied der Sudetendeutschen Partei, am 6. Januar 1939 beantragte er die Aufnahme in die NSDAP und wurde rückwirkend zum 1. November 1938 aufgenommen (Mitgliedsnummer 6.759.452). Nach dem Ende des Zweiten Weltkriegs 1945 beteiligte sich Fiedler als Heimatvertriebener an der Gründung des GB/BHE, war von 1952 bis 1956 Landesvorsitzender in Baden-Württemberg. Im November 1962 trat er zur FDP über.

## Ehrungen
Eduard Fiedler wurde 1960 mit dem großen Verdienstkreuz mit Stern und Schulterband des Bundesverdienstkreuzes ausgezeichnet.